# Mauleus
Mauleus is een geslacht van vliesvleugeligen uit de familie Pteromalidae. De wetenschappelijke naam van dit geslacht is voor het eerst geldig gepubliceerd in 1981 door Graham.

## Soorten
Het geslacht Mauleus omvat de volgende soorten:
- Mauleus cultratus Heydon, 1995
- Mauleus iligneus Heydon, 1995
- Mauleus maderensis Graham, 1981
- Mauleus nigritus (Howard, 1897)
- Mauleus venetus Heydon, 1995